# Сервијер (Горњи Алпи)
Сервијер (фр. Cervières) насеље је и општина у Француској у региону Прованса-Алпи-Азурна обала, у департману Горњи Алпи која припада префектури Бријансон.
По подацима из 2011. године у општини је живело 171 становника, а густина насељености је износила 1,56 становника/km². Општина се простире на површини од 109,68 km². Налази се на средњој надморској висини од 1620 метара (максималној 3.294 m, а минималној 1.375 m).

## Демографија
| 1962. | 1968. | 1975. | 1982. | 1990. | 1999. | 2011. |
| ----- | ----- | ----- | ----- | ----- | ----- | ----- |
| 71    | 111   | 96    | 105   | 120   | 129   | 171   |

График промене броја становника у току последњих година